# Mune - Il guardiano della luna
Mune - Il guardiano della luna (Mune, le gardien de la lune) è un film d'animazione francese del 2015, scritto e diretto da Benoît Philippon, assieme alla collaborazione di Jérôme Fansten e Alexandre Heboyan. Ambientato in un mondo fantastico, questa fiaba narra dell'avventura di alcune piccole creature che dovranno salvare il Sole, rubato e portato nel sottosuolo. Il film è stato realizzato in computer grafica e stereoscopia 3D. Ha ricevuto nomination al Festival internazionale del film d'animazione di Annecy come Miglior Film, e ai World Soundtrack Award per il Compositore dell'Anno, Bruno Coulais, che ne ha curato le musiche (ed è anche il compositore di Coraline e Song of the Sea). Il film ha vinto il Young People's Jury Award al TIFF Kids International Film Festival e il premio come Miglior Film ai Tokyo Anime Awards.

## Trama
I guardiani della luna e del sole sono ormai anziani ed è ora che designino i loro successori. Le redini del sole passano a Sohone, che si allena da sempre allo scopo, mentre la custodia della luna viene affidata inaspettatamente al piccolo fauno Mune, che non si sente all'altezza e non sa dove mettere le mani. Per questo motivo combina un guaio con la luna, e alcuni demoni riescono a rubare il Sole per conto di Necross, ex guardiano del sole che vuole avere la sua custodia. Mune e Sohone si alleano, dunque, per partire alla ricerca dell'astro perduto. Con loro c'è la colta e fragile Glim, creatura di cera in pericolo al caldo come al freddo, ma più coraggiosa che mai.

## Personaggi
MuneUn fauno blu dalla piccola coda, corporatura esile e grandi orecchie. Viene designato come guardiano della Luna, nonostante non abbia seguito un addestramento né sia di suo desiderio esserlo. È timido e impacciato e gli capita di trovarsi nei guai in alcune occasioni, tuttavia ha anche il coraggio di prendersi la responsabilità delle proprie azioni e di cercare di rimediare ai danni, pur avventurandosi in una pericolosa impresa. S’innamora di Glim, e alla fine della vicenda viene ricambiato. Durante la vicenda egli scopre di saper debellare gli incubi ed userà questo suo potere per sconfiggere Necross.
SohoneIl nuovo guardiano del Sole. Caldo, marmoreo e muscoloso, è  una creatura con il muso simile a quello di un felino (probabilmente un leone) alquanto sicuro di sé al punto di diventare strafottente e dimenticarsi del proprio compito. Ama corteggiare e lasciarsi ammirare dalle ragazze, ma impara presto che un vero eroe deve saper dosare la forza con l'umiltà. Inizialmente non ha un rapporto amichevole con Mune, ma alla fine entrambi instaureranno una grande amicizia.
GlimUna creatura fatta di cera dalla figura traslucida e morbida. Estremamente intelligente e avventurosa, è anche molto fragile e deve rimanere fra i mondi, quello della notte e quello del giorno, per non essere sopraffatta: con la luce del Sole, infatti, rischia di sciogliersi, mentre con il freddo ed il buio si pietrifica. Accompagna i due guardiani nell'impresa di riprendere l'astro rubato. Durante il film s'innamora di Mune, finendo per fidanzarsi con lui alla fine del film, e grazie a i poteri di un frammento della luna donatole da Mune adesso può stare sia nel mondo del giorno e della notte senza più preoccuparsi di sciogliersi o pietrificarsi.
NecrossL'antagonista principale del film. È un enorme demone di lava che un tempo fu guardiano del Sole, ma poi impazzì a causa della sua smania di potere, venendo poi sconfitto dal precedente guardiano del sole che lo esilierà. Ha come unico scopo nella vita avere il Sole tutto per sé, anche a costo di portare l'oscurità nel mondo. Alla fine viene sconfitto da Mune nel regno dei sogni estirpando la presenza malefica dal suo cuore.
Mox e SpleenDue piccoli demoni al servizio di Necross. Il primo ha la stessa volontà del padrone, il secondo invece ha il desiderio di vivere in un mondo pacifico e floreale (cosa che si avvererà alla fine del film) con immenso dispiacere di Mox.
PhosphoL'antico guardiano della Luna ai tempi di Necross. Ora è un essere serpentiforme con le caratteristiche di una razza e di un pesce abissale. Quando Necross cercò di impadronirsi del sole non prese parte allo scontro a causa della paura e, per redimersi, decide di sacrificarsi per salvare Sohone dai Corruttori dandogli tutta la sua energia vitale.
LeeyoonÈ una creatura alta e snella dal carattere pomposo e vanesio. All'inizio si ritiene il vero guardiano della luna, ma nel corso della vicenda capisce come stanno le cose e accetta Mune come guardiano e impara ad apprezzarlo.
I CorruttoriEntità malefiche dall'aspetto di serpenti. Hanno il potere di corrompere qualsiasi essere vivente e sono i responsabili della follia di Necross. Hanno anche corrotto l'anima di Leeyoon e di Sohone, fortunatamente quest'ultimo viene salvato da Phospho.

## Produzione
L'idea originale del film nasce da un progetto dello scrittore Benoît Philippon, che cerca di creare un cortometraggio live action con un'atmosfera ispirata ai film di Terry Gilliam: la storia parla di un personaggio che vive in un bosco e prende la Luna con una corda. Il progetto si rivela rapidamente impraticabile in un formato breve e Philippon comincia a trasformarlo in un progetto per un lungometraggio. Sviluppa un universo complesso e poetico con la sua cosmogonia e le diverse creature legate al Sole e alla Luna. L'universo prende ulteriormente forma con il contributo di Nicolas Marlet, che progetta i personaggi, e Aureliano Predal, direttore artistico del film. I personaggi sono concepiti come ibrido tra umano e materiale o animale. Mune è una creatura dei boschi con pelliccia e legato alla notte; il suo carattere schivo e taciturno è ispirato al personaggio principale del film Edward mani di forbice di Tim Burton. Sohone è legato al Sole e il corpo è fatto di ambra e la sua personalità è ispirata a personaggi come Buzz Lightyear nel film d'animazione Toy Story della Pixar ed a Ian Solo di Star Wars. Glim è fatta di cera, che la rende fragile e in pericolo quando è esposto alla luce del sole, ma è l'occasione per mostrare un personaggio alle prese con disabilità e che lotta per compensare il suo coraggio. Necros, Mox e Spleen sono fatti di roccia lavica. La sceneggiatura è co-firmata da Benoît Philippon e Jerome Fansten, il quale ha apportato diverse riscritture, incluse le modifiche durante la scrittura dello storyboard per lo sviluppo visivo del film e nuove idee, tra cui quella della mobilità dei templi. La posta in gioco della trama è stata definita frettolosa, e l'idea della ricerca del Sole come quella del Santo Graal. La sfida del progetto era quella di sviluppare un film che fosse adatto a un vasto pubblico, tra cui il più giovane, senza sacrificare l'originalità del film. Un altro problema era quello di cercare un equilibrio tra l'epico, l'umorismo e la poesia.
Il film è diretto in CGI, ad eccezione di alcune scene che sono realizzate con tecniche d'animazione tradizionale.

## Accoglienza

### Incassi
In Francia, il giorno della sua uscita, Mune - Il guardiano della luna è stato proiettato a Parigi in 14 sale. Nella prima settimana, il film riunisce 128.279 euro; dopo due settimane. Alla fine del 2015, Mune - Il guardiano della luna ottiene 524.000 euro ed è uno dei 100 film che ha attirato il maggior numero di spettatori nel 2015.

### Critica
Al momento della sua uscita in Francia nel mese di ottobre 2015, Mune - Il guardiano della luna riceve una buona accoglienza. Le principali caratteristiche sono l'universo estetico e la storia originale della pellicola. Caroline Vié parla di un'«insolita estetica» e crede che il film «sorprende costantemente per la sua inventiva». Christophe Narbonne parla di una «direzione artistica inventiva» e un «originale disegno dei personaggi». Eric Libiot afferma che il film è «magnifico e commovente» e dimostra che «L'animazione francese è decisamente in gran forma» con l'animazione «ambiziosa» e di un universo che «la mitologia universale vale per rimanere aperta a tutti». Su Elle, Helena Villovitch afferma che «la storia dei personaggi, la ricchezza del paesaggio e l'umorismo delle sequenze oniriche non devono impallidire con quelle di Toy Story e di Princess Mononoke».
I critici sono divisi sulla qualità della sceneggiatura: generalmente accolta con favore, lascia qualche critico meno convinto. Ne L'Express, Eric Libiot riporta che è «bella e intelligente»: descrive lo scenario come «romantico» e apprezza il «crescendo progressivo nel film» e «il ritmo prende volontariamente il suo tempo». A Le Dauphiné libéré, Jean Serroy afferma che tutto è «molto inventivo in termini di personaggi e avventure, perfetta per una visione famigliare». A Le Journal du dimanche, Barbara Théate vede nel film una «storia per i più piccoli, ricchi di personaggi stravaganti, come i colpi di scena divertenti». Si tratta di «Un lavoro originale con raffinatezza», secondo Philippe Lagouche. La rivista Télérama lo definisce «magico e diabolicamente efficace», dalla penna di Guillemette Odicino, che riconosce varie influenze: il fauno Mune gli ricorda il mondo di Luc Besson, Glim quello di Tim Burton e il meraviglioso bestiario del film di Hayao Miyazaki e i disegni di Salvador Dalí. Nella prima rivista di cinema, Christophe Narbonne riconosce una piacevole storia nel film. Helena Villovitch in una critica positiva si rammarica per il ruolo di Glim come «decorativo» in quanto l'unica ragazza del gruppo.

## Distribuzione
Il film è uscito in Francia, distribuito dalla Paramount Pictures, il 12 agosto 2015, mentre in Italia è uscito in anteprima mondiale il 5 febbraio dello stesso anno, distribuito dalla Notorious Pictures.